# Carapelle Calvisio
Carapelle Calvisio – miejscowość i gmina we Włoszech, w regionie Abruzja, w prowincji L’Aquila.
Według danych na rok 2004 gminę zamieszkiwało 95 osób, 6,8 os./km².